# Samuel Friedrich Strauch
Samuel Friedrich Strauch (* 8. September 1788 in Mittelbach; † 10. Februar 1860 in Ernstthal) war ein deutscher Organist und Kantor. Er wurde bekannt als Lehrer von Karl May.

## Leben
1812 wurde Strauch Organist der Stadtkirche St. Jakobi in Chemnitz. Seit 1819 wirkte er als Kantor und Lehrer in Ernstthal. 1850 schied er aus dem Schuldienst aus.
Er unterrichtete den jungen Karl May im Orgel-, Klavier- und Geigenspiel sowie in der Komposition; dieser berichtet in seiner Autobiografie über seinen ehemaligen Lehrer.
Mays Aussage, wonach der Nachlass von Strauch durch dessen Witwe Friederike Wilhelmine Concordia vernichtet worden sei, kann nicht vollständig korrekt sein, denn 1863 wurde besagter Nachlass in der Antiquariatshandlung List & Franke in Leipzig angeboten.